# Violah Jepchumba
Violah Jepchumba (23 oktober 1990) is een in Kenia geboren langeafstandsloopster, die sinds 2017 uitkomt voor Bahrein. Zij heeft zich toegelegd op de wegatletiek, heeft op de 10 km het Aziatisch record in handen en behoort met haar persoonlijk record van 1:05.22 op de halve marathon ook op deze afstand tot de snelste atletes ter wereld.

## Loopbaan
In 2014 begon Jepchumba met het lopen van wegwedstrijden in internationaal verband. Ze werd dat jaar tweede bij de Parelloop en won de Paderborner Osterlauf en de Route du Vin. In 2016 won ze de halve marathon van Praag in een parcoursrecord van 1:05.51. Met deze tijd drong ze door tot de wereldtop, daar dit op dat moment de zesde gelopen tijd ooit was op deze afstand. In datzelfde jaar won ze de Discovery Kenya Cross Country en de halve marathon van Istanboel.

## Persoonlijke records
| Onderdeel      | Prestatie     | Datum            | Plaats |
| -------------- | ------------- | ---------------- | ------ |
| 5 km           | 14.51         | 9 september 2017 | Praag  |
| 10 km          | 30.05 (ex-AR) | 1 april 2017     | Praag  |
| 15 km          | 45.40         | 1 april 2017     | Praag  |
| 20 km          | 1:01.50       | 1 april 2017     | Praag  |
| halve marathon | 1:05.22       | 1 april 2017     | Praag  |

## Palmares

### 10 km
- 2014:  Parelloop - 32.20,8
- 2014: 7e Würzburger Residenzlauf - 32.59
- 2014:  Paderborner Osterlauf - 32.21
- 2014:  Alsterlauf Hamburg - 32.37
- 2014:  Tübinger ERBE-Lauf in Tübingen - 33.58
- 2014:  Volksbank Citylauf in Albstadt - 33.46
- 2015:  Memorial Rahal in Casablanca - 32.09
- 2015:  Rahal in Marrakesh - 34.39
- 2016:  Birell Grand Prix in Praag - 30.24
- 2017:  Birell Grand Prix in Praag - 30.25

### halve marathon
- 2014:  halve marathon van Kiel - 1:12.38
- 2014:  Route du Vin - 1:13.20
- 2015: 5e halve marathon van Göteborg - 1:11.46
- 2015:  halve marathon van Klagenfurt - 1:12.12,5
- 2015:  halve marathon van Udine - 1:09.29
- 2015:  halve marathon van Laayoune - 1:12.35
- 2016:  halve marathon van Praag - 1:05.51
- 2016:  halve marathon van Istanboel - 1:08.18
- 2016:  halve marathon van Göteborg - 1:08.01
- 2016:  halve marathon van Valencia - 1:08.22
- 2017:  halve marathon van Ústí nad Labem - 1:06.06
- 2017:  halve marathon van Praag - 1:05.22

### veldlopen
- 2016:  Discovery Kenya Cross Country in Eldoret - 25.56,5